# Заур Калоев
Заур Калоев (на грузински: ზაურ კალოევი; на руски: Заур Калоев) е съветски футболист. Почетен майстор на спорта на СССР (1963).

## Кариера
По време на кариерата си, Калоев играе за Спартак Тбилиси, Динамо Тбилиси и Локомотив Москва. Той участва в първото Европейско първенство през 1960 г., където СССР става шампион и играе 3 мача за съветите на олимпийско ниво.

## Отличия

### Отборни
Динамо Тбилиси
- Съветска Висша лига: 1964
- Купа на СССР по футбол: 1957

### Международни
СССР
- Европейско първенство по футбол: 1960